# 1407
1407 је била проста година.

## Догађаји
- Након смрти патријарха Данила IV на место архиепископа пећког и патријарха српског изабран је патријарх Кирило I.

## Смрти
- Патријарх српски Данило IV